# Orinoco Gold
A Orinoco Gold Limited é uma companhia de mineração australiana voltada para a produção de ouro no projeto Cascavel, localizado no Estado de Goiás, no Brasil. O projeto faz parte do projeto polimetálico Faina Goldfields, em Faina (GO), no qual a companhia detém 70% de participação. Três prospectos fazem parte da Faina Goldfields: Garimpo, Sertão e Tinteiro. No Brasil, a Orinoco possui as subsidiárias Orinoco Brasil Mineração, Mineração Curral de Pedra e Rio do Ouro Mineração. Na Austrália, a mineradora detém o projeto 14 Mile Well. A companhia está listada na Bolsa de Valores da Austrália (ASX).

## História
A companhia é do tipo pré-operacional e está listada na ASX desde 2011 com a sigla OGX. Em 2013, após a realização do teste de bancada feito com amostra de minério em Cascavel, foi divulgado pela empresa que o projeto tem potencial para o desenvolvimento de uma operação de ouro de baixo custo. No ano de 2014, a mineradora expandiu a área do projeto por meio de um direito minerário que cobre uma zona de mineralização de ouro, que era utilizada nos anos de 2010 e 2012 por garimpeiros. A estrutura foi aumentada em 60% para cerca de 4 quilômetros de direção do corpo mineral. Ainda neste ano, as ações da Companhia na ASX foram suspensas, após encerrar um Memorando de Entendimento (MoU, na sigla em inglês) com a Cleveland Mining, que previa um acordo entre as empresas para processar minério de ouro do projeto Cascavel. Na época, o Conselho de Administração da Cleveland informou que a incerteza da falta de recursos, os gastos para desenvolver Cascavel como uma mina subterrânea e os riscos da operação não seriam compatíveis com os possíveis benefícios do acordo. Após quatro dias suspensas, as ações voltaram a ser negociadas no mês de novembro de 2014, quando a Orinoco levantou US$ 1,1 milhão por meio da emissão de 15,7 milhões de ações. 

## História recente
Em 2015, a mineradora fechou um pacote de financiamento com um grupo de investimentos do setor de mineração da Singapore Chancery Asset Management. A empresa obteve cerca de 8 milhões de dólares para custear a construção e o desenvolvimento do projeto Cascavel. Em troca, o grupo requisitou uma parte da produção de ouro. O início do desenvolvimento do projeto foi aprovado formalmente em abril pelo Conselho de Administração da Empresa. Em julho, a mineradora conseguiu transferir o local de instalação da planta de processamento para aproximadamente 200 metros de distância do portal da mina de Cascavel. Anteriormente, por obrigações ambientais, a planta seria instalada no prospecto Sertão, que fica a 28 quilômetros de Cascavel. A economia com custos de logística, segundo a Orinoco, será de US$ 372 mil por ano.

## Ligações Externas
- Site Oficial